# 카지미에시돌니

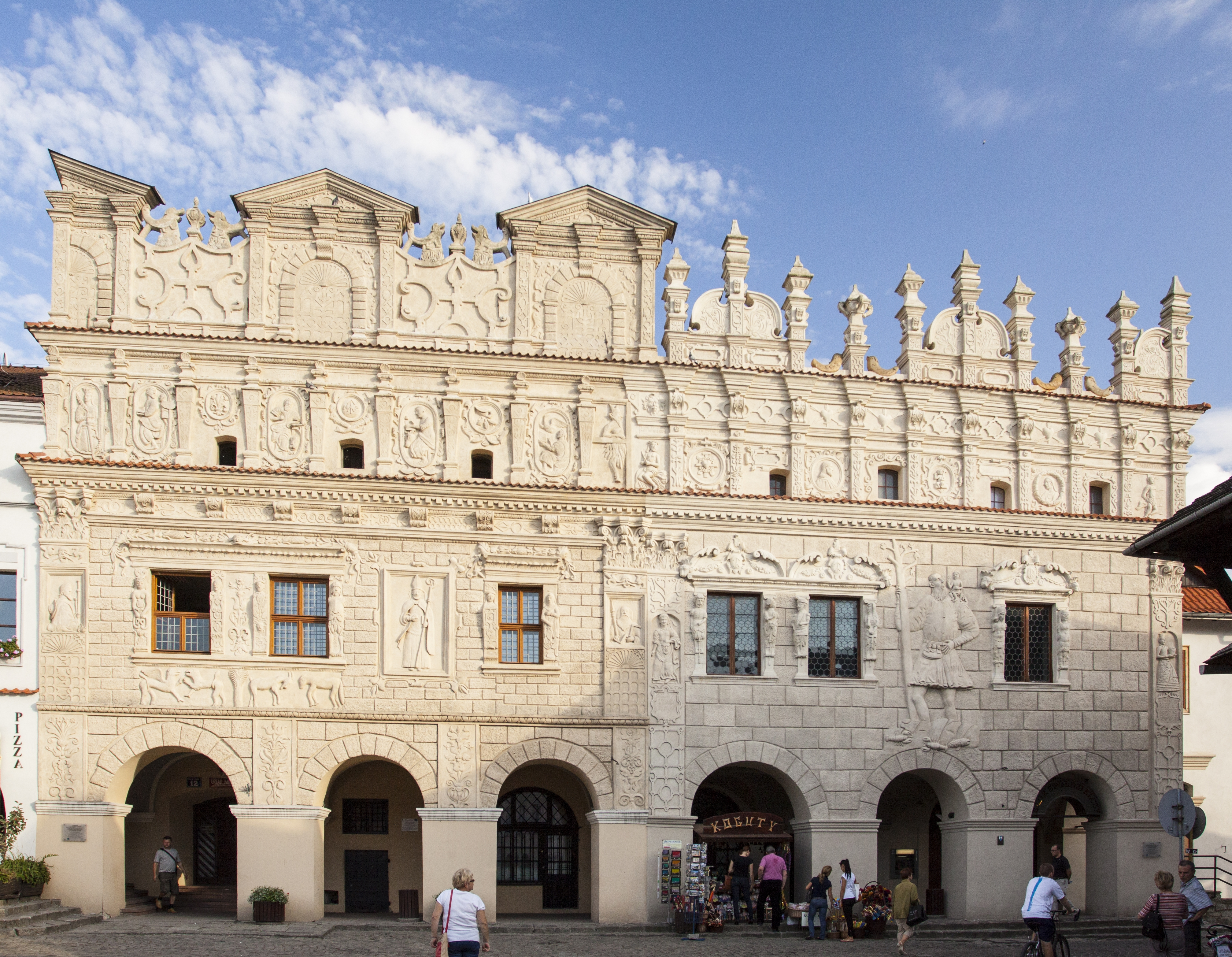
프쉬부으 가족의 이름이 있는 공동 주택 건물

카지미에시돌니(폴란드어: Kazimierz Dolny, 이디시어: קוזמער Kuzmer 혹은 קוזמיר Kuzmir )는 폴란드 루벨스키에주의 도시이다. 면적은 31km2이다. 인구는 2594명(2017년)이고, 인구밀도는 85명/km2이다. 1786년에 폴란드 왕국 왕관령의 도시 가운데 하나였다.

## 자매 도시
카지미에시 돌니의 자매 도시다.
- 폴란드 쉬클라르스카 포렘바
- 헝가리 호르토바그
- 독일 스타우펜
- 독일 보르프티에글리즈 (베를린의 구역)

## 각주

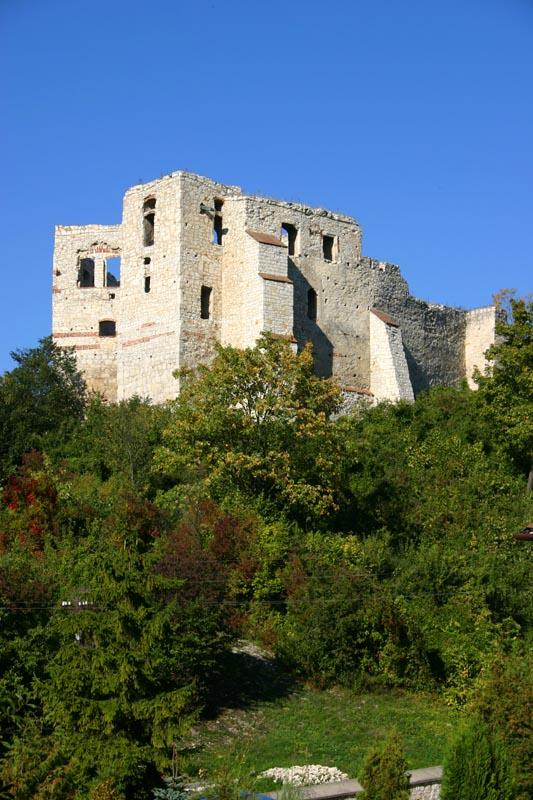
카지미에시 돌니의 성터

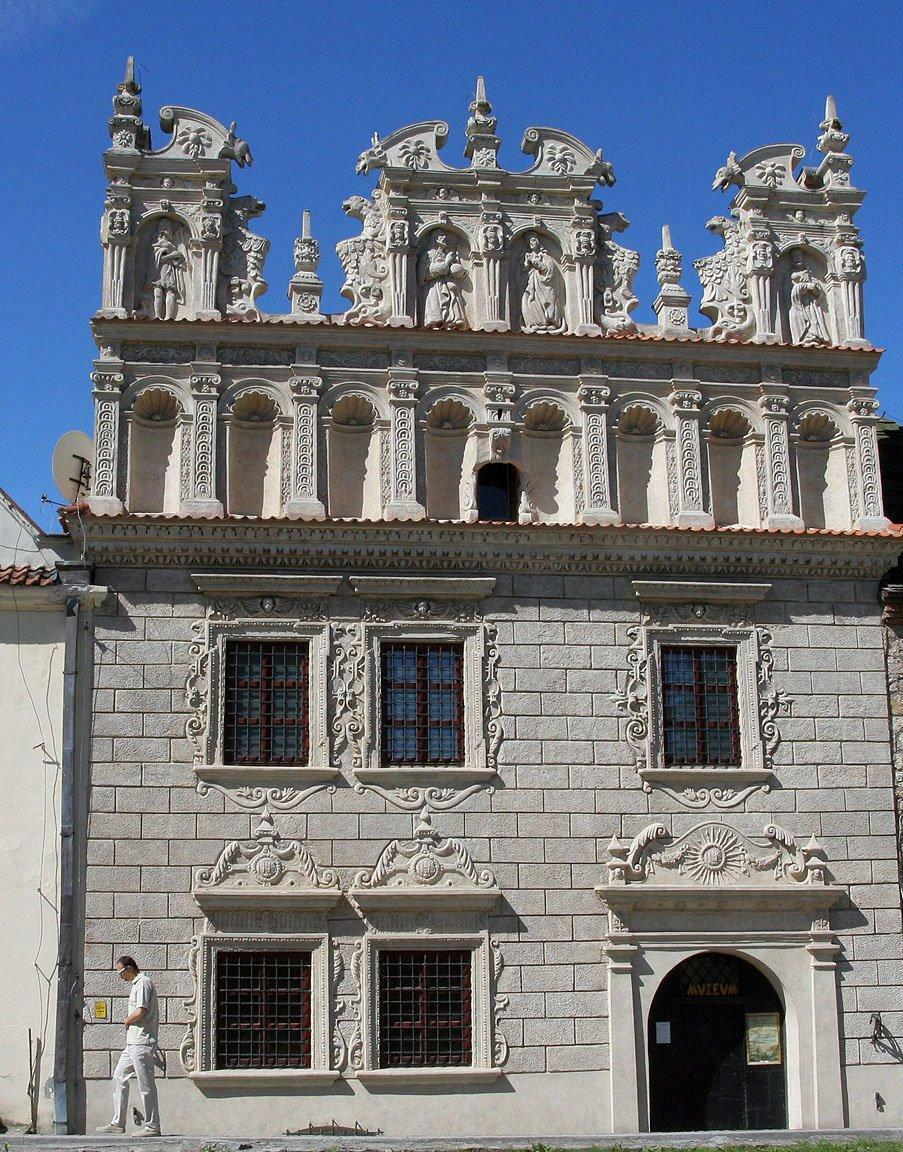
첼레이 가족의 이름이 있는 공동 주택 건물

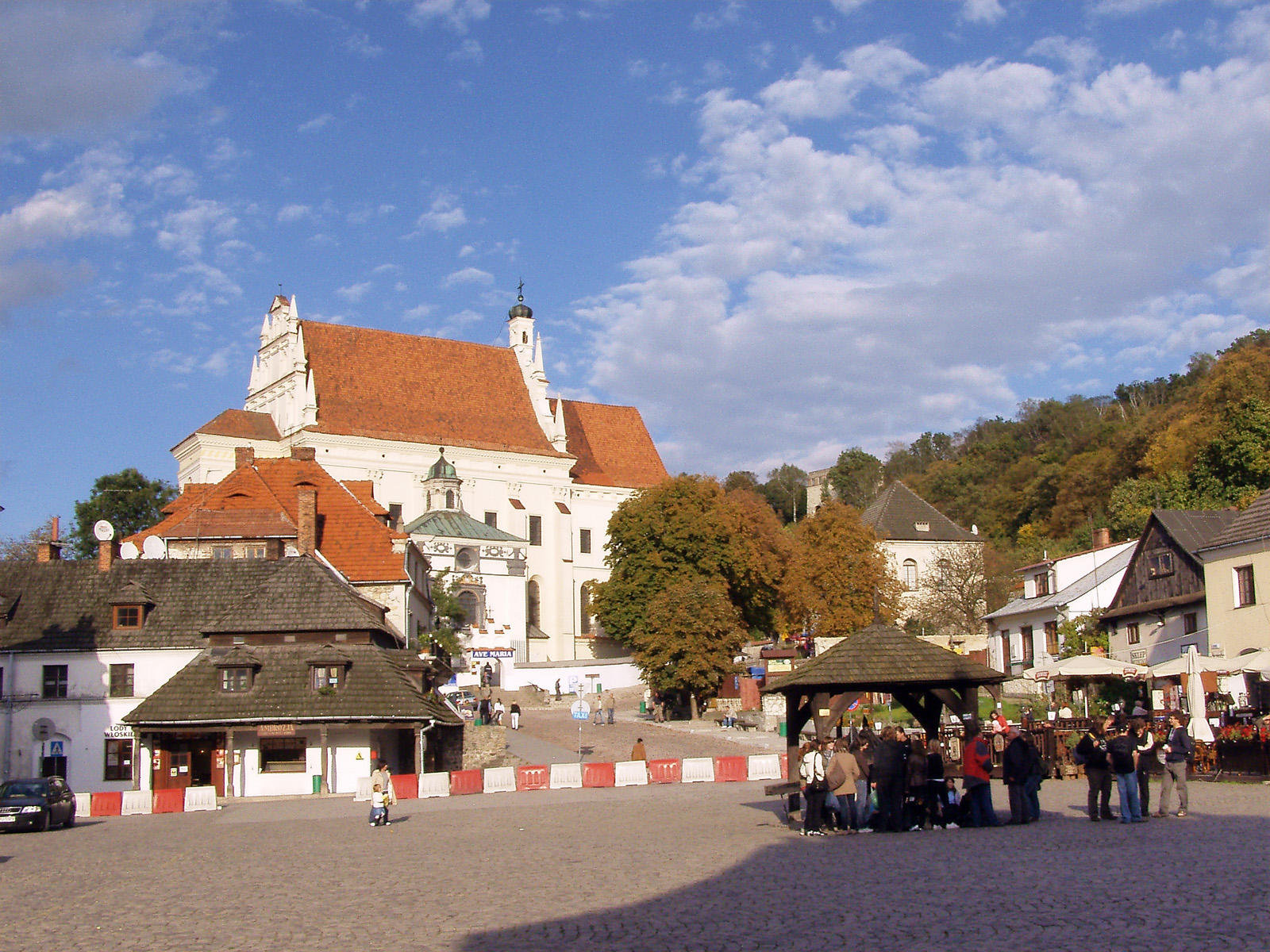
구시가지와 성당

## 외부 링크

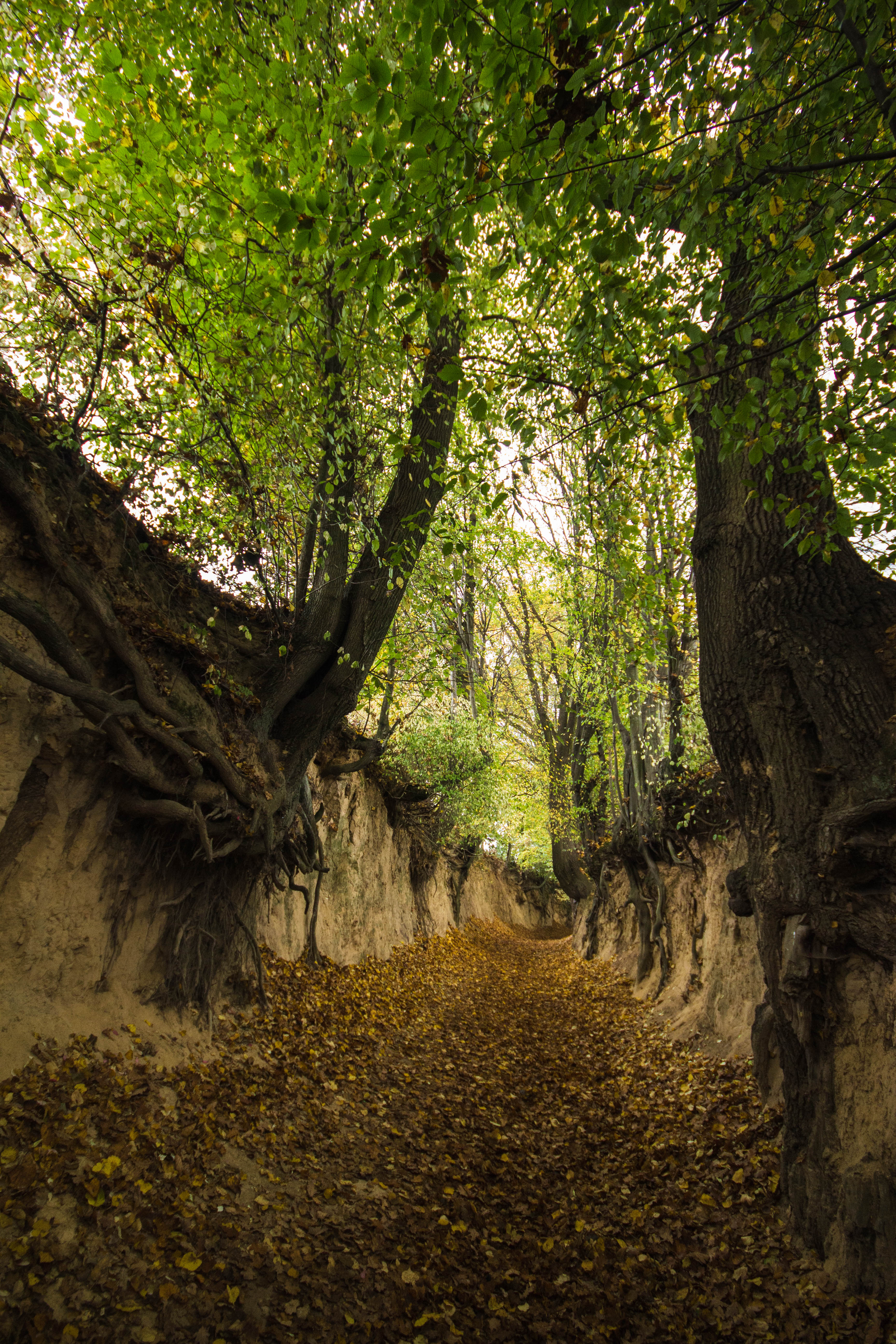
카지미에시의 풍경 공원에 있는 황토(뢰스) 걸리